# Marinatura

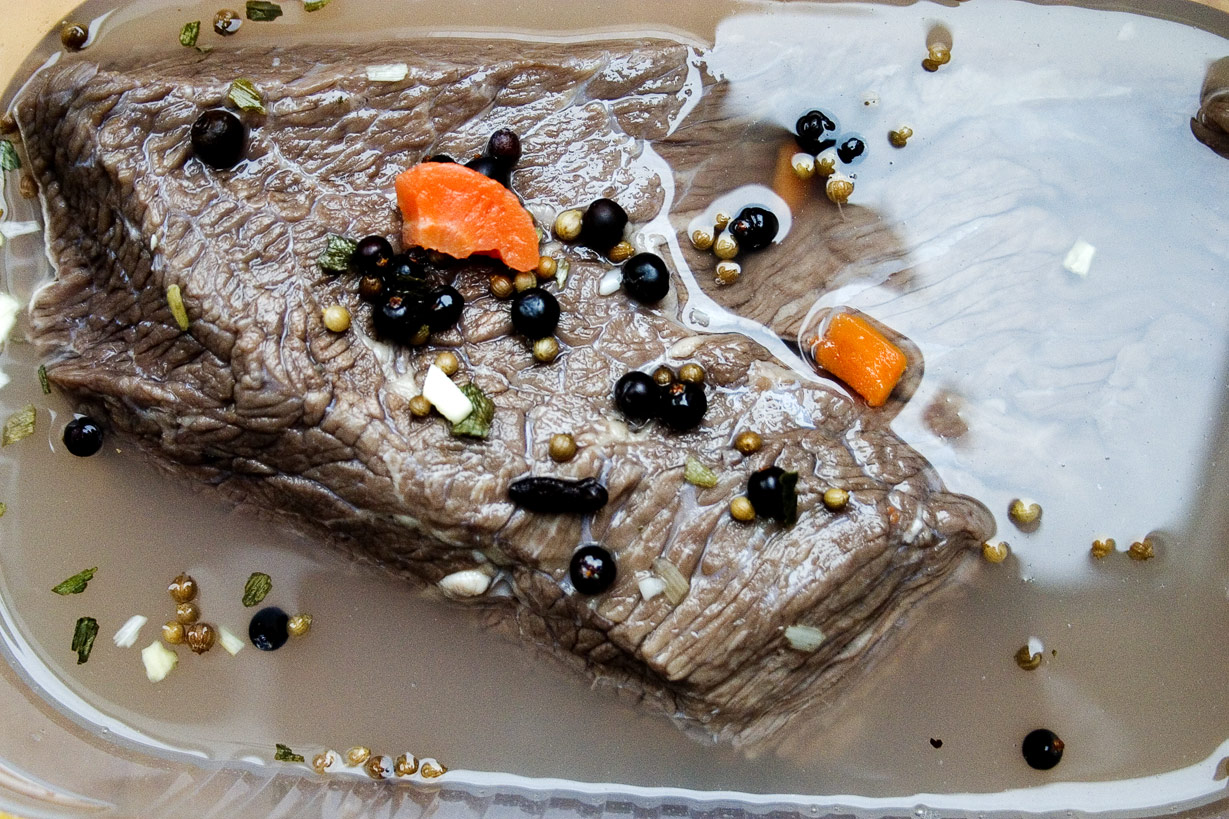
Carne di manzo marinata in aceto per il sauerbraten

La marinatura è una tecnica di cucina tradizionale per la preparazione delle carni, dei pesci e delle verdure alla cottura o, anche, un'alternativa alla cottura stessa. 

## Caratteristiche
Essa consiste nell'immersione di cibo cotto o crudo (in questo caso tagliato a fette sottili), per un tempo variabile, in un liquido tipicamente composto da tre tipi di ingredienti:
- acidi, come ad esempio aceto, succo di limone, vino, birra;
- oli;
- aromi (spezie ed erbe).

La marinatura nasce con lo scopo di estendere la conservazione degli alimenti, prima ancora che di insaporirli, divenendo poi una tecnica celebrata anche per la sua capacità di distendere le fibre muscolari e ammorbidire carni e pesce in fase di cottura.

## Piatti marinati
- Ceviche
- Coq au vin
- Escabeche
- Jerky
- Katsuo no shiokara
- Sauerbraten
- Steckerlfisch
- Tinca in carpione

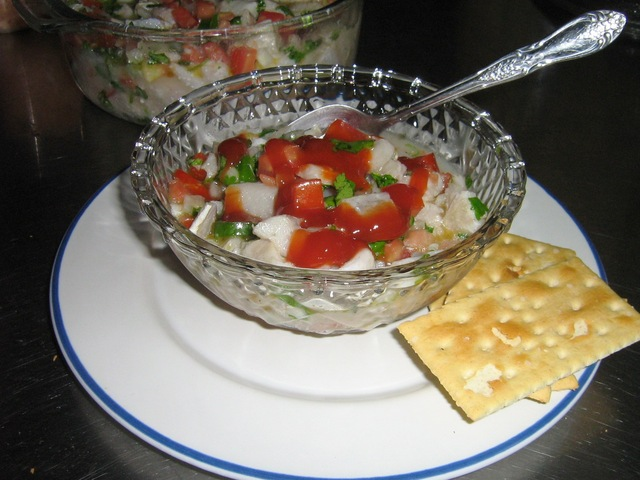
Ceviche di pesce e frutti di mare

- Carpaccio di pesce (Tonno rosso o pesce spada)
- Alici marinate